# 熱貫流率
熱貫流率（ねつかんりゅうりつ）とは、壁体などを介した2流体間で熱移動が生じる際、その熱の伝えやすさを表す数値である。
屋根・天井・外壁・窓・玄関ドア・床・土間などの各部の熱貫流率はU値として表される。
U値の概念は一般的なものであるが、U値は様々な単位系で表される。しかしほとんどの国ではU値は以下の国際単位系で表される。熱貫流率はまた、熱通過率、総括伝熱係数などと呼ばれることもある。

## 定義
W/(m2)(K)
例外の一つとして、アメリカ合衆国ではU値は以下のイギリス熱単位で表される。
Btu/(hr)(ft2)(°F)
この記事の中ではU値は国際単位系で説明する。
建物の断熱性能の高い部分は熱貫流率は低くなり、一方で断熱が不十分だと熱還流率は高くなる。
また、熱放射、熱伝達、熱伝導による熱の損失がU値に影響を与える。
U値は熱伝達率と同じ単位系を持つが、熱伝達率が流体間の熱移動のみに使われるのに対し、U値は様々な物体間の熱移動に使用される。
壁体を貫流する熱は以下の式で表される。
Φ = A × U × (T1 - T2)
Uは熱貫流率を表し、 T1は建物外部の温度、 T2は建物内部の温度を表す。Aは建物の表面積を表す。
ほとんどの壁や屋根の熱貫流率はISO 6946に準拠して計算する。熱橋がない場合、断熱材はISO 10211に準拠して計算する。ほとんどの窓はISO 10077やISO 15099に準拠して計算される。ISO 9869には熱貫流率を経験的にどのように計算するかが述べられている。
代表的な建築部材の熱貫流率は以下のようなものである。
- 単層ガラス: 5.7 W/m²K;
- low-e複層ガラス: 2.2 W/m²K;
- low-eトリプルガラス: 0.8 W/m²K;
- 断熱性能の高い屋根: 0.15 W/m²·K;
- 断熱性能の低い屋根: 1.0 W/m²·K;
- 断熱性能の高い壁: 0.25 W/m²·K;
- 断熱性能の低い壁: 1.5 W/m²·K;
- 断熱性能の高い床: 0.2 W/m²·K;
- 断熱性能の低い床: 1.0 W/m²·K;

実際には熱貫流率は施行する職人の腕によって大きく左右される。もししっかりと断熱されていないと、熱貫流率は大きく高くなる。

## 熱貫流率の計算
熱貫流率を計算するときは、建物の構造をさまざまな層に分けて検討する。計算例を以下に示す。
| 厚さ    | 材料                           | 熱伝導率    | 熱抵抗 = 厚さ / 熱伝導 |
| ------- | ------------------------------ | ----------- | ---------------------- |
| -       | 外表面                         | 23 W/m·k    | 0.04 K·m²/W            |
| 0.003 m | アルミニウム                   | 210 W/m·K   | 0.000014 K·m²/W        |
| -       | 空気層                         |             | 0.07 K·m²/W            |
| 0.06 m  | コンクリート                   | 1.6 W/m·K   | 0.04 K·m²/W            |
| 0.025 m | 吹付け硬質ウレタンフォームA種1 | 0.034 W/m·K | 0.74 K·m²/W            |
| -       | 空気層                         |             | 0.07 K·m²/W            |
| 0.012 m | 石膏ボード                     | 0.22 W/m·K  | 0.06 K·m²/W            |
| -       | 内表面                         | 9 W/m·k     | 0.11 K·m²/W            |

この例では、合計熱抵抗は1.13 K・m²/ Wとなる。熱貫流率は合計熱抵抗の逆数である。したがってこの構造の熱貫流率は0.89W/m²・Kとなる。

## 熱貫流率の測定
熱貫流率の計算はISO 6946に準拠したソフトウェアで簡単に行うことができるが、測定を行うことでさらに正確な値を求めることが出来る。
ISO 9869およびASTM C1155、モデルTRSYSに準拠した熱貫流率測定の例としては熱流センサーを使用する方法がある。
lSO 9869は、熱流センサーを使用して屋根または壁の熱貫流率を測定する方法を紹介している。熱流センサーを測定する壁や屋根に適切に固定し、熱流束のデータを十分な時間にわたって収集すれば、熱貫流率は平均熱流束を建物の内側と外側の平均温度差で徐算することで計算することができる。
この測定は次の条件下で行うと精度が高まる。
- 温度の正確な測定が容易な曇りの日に行う。
- 建物の内部と外部の温度差は最低でも5℃ある。
- 熱流センサーは測定中の屋根または壁にしっかりと固定され、熱接触は良好である。
- 熱流束のデータ測定は少なくとも72時間行う。
- 建材の異なる場所を測定箇所にするか、サーモグラフィーカメラで建材の均質性を確保する。

対流が熱全体に熱を伝達している場合、建物の外側と内側の温度差が大きくなると熱貫流率が高くなる。例えば内部温度が20℃、外部温度が－20℃の場合、2重ガラス窓のガラス間の適切な幅は、外部気温0℃のときよりも小さくなる。
材料固有の熱貫流率も温度によって変化する可能性がある。メカニズムは複雑で、温度が上昇すると熱貫流率が増減する可能性がある。